# Evan Taubenfeld
Evan David Taubenfeld (Baltimore, Maryland, 27 de junio de 1983) es un músico, escritor y cantante estadounidense. Es conocido por ser el exguitarrista principal de Avril Lavigne de 2002 a septiembre de 2004. Su álbum debut, Welcome to the Blacklist Club fue lanzado el 18 de mayo de 2010.

## Primeros años
Nació en Baltimore, Maryland, es hijo de Mark y Ami Taubenfeld quienes tienen un negocio de cáterin. Tiene dos hermanos, Drew (n. 1984), que es el guitarrista de Selena Gomez & the Scene, y Annie (n. 1991).  Cursó la primaria y secundaria en McDonogh School. Taubenfeld es judío. 
Su vida se ha llenado de música desde que se acercó a Taubenfeld el piano de sus padres a los 2 años, y comenzó a tocar de Thriller de Michael Jackson. «A partir de entonces, siempre era de estar andando por ahí en el piano o golpeando ollas y cacerolas y los juguetes en la batería que mi abuelo me dio», dice. 

Yo caí enamorado de las canciones antes de que me enamore de los artistas, así que a los 7 años, me obsesioné con una canción pop bien escrita. A los 12, me había enamorado de la música rock, obsesionado con Dookie, de Green Day, Nevermind de Nirvana, Jagged Little Pill de Alanis Morissette y Smash de The Offspring. Me sentaba en la sala de estar durante horas golpeando un montón de libros con los cuales yo había creado como una batería.
Evan Taubenfeld.

A los 13 años, Taubenfeld, seducido por las melodías, aprendió a tocar guitarra con Come As You Are de Nirvana, y a los 16 fue al frente con su primera banda llamada Spinfire.

## Carrera musical
Soñando con ser una estrella del rock, Taubenfeld rechazó una oferta universitaria para estudiar en el Colegio de Música, eligiendo, en su lugar, tratar de obtener un contrato discográfico con su banda. Un mes después de haber aplazado su aceptación a Berklee, la banda se acabó. «Eso fue muy duro, porque mis amigos se acobardaron y decidieron ir a la universidad. Me sentía como un perdedor, viviendo en el sótano de mis padres. Sin universidad y sin banda». 
Evan comenzó a escribir canciones y hacer sus propias demostraciones, enviándolas a un amigo en el departamento de Arista Records, quien acababa de firmar contrato con una cantante desconocida llamada Avril Lavigne, que estaba buscando a un guitarrista para poner en la banda. A pesar de que aún quería tener su propio grupo, Taubenfeld subió al tren desde Baltimore para satisfacer a Lavigne en Nueva York. Él coescribió varias de sus canciones, incluyendo los sencillos Don't Tell Me del álbum «Under My Skin», Hot de «The Best Damn Thing», entre otros. Además recorrieron el mundo con su álbum debut, «Let Go», realizando canciones acústicamente en las estaciones de radio de todo el país. Lavigne se convirtió en una sensación, dando a Taubenfeld un asiento de primera fila para convertirse en una estrella. «Fue literalmente, como ir a la universidad para ser un artista. Pasé tres años en la sombra, todo el tiempo yo estaba escribiendo canciones para ella, y para mí». Eso lo hizo hasta 2004, cuando Taubenfeld decidió que era hora de dejar el nido y tener su oportunidad.
Warner Bros. lo contrató rápidamente y lo puso a trabajar escribiendo canciones. Durante más de dos años él envió demostraciones y pidió comentarios de su jefe y mentor, Jonathan Daniel de Crush Management, que también representa a Fall Out Boy, Panic At The Disco, y muchos otros artistas jóvenes. «Yo le mandaba las canciones y él decía: 'esto apesta, esto es bueno, debes cambiar ese verso. Así que cuando llegó el momento de hacer el disco, mucha parte del trabajo ya estaba hecho. Solo necesitábamos hacer equipo con el productor perfecto para llevar las canciones al siguiente nivel y hacer que sean todo un éxito. Esa persona perfecta era John Fields. Es un genio de la música». 
También produjo para MTV, en donde presentó su primer sencillo, Boy Meets Girl. «Por primera vez en mi carrera, no me estoy escondiendo detrás de nadie, ya sea como un guitarrista o baterista de la banda de otra persona, o ser el escritor y productor»

He estado sentado en el banquillo esperando esto durante tanto tiempo. Yo soy como ese chico en el equipo de baloncesto que es bastante bueno, pero que está en el banco en toda la temporada durante tres años hasta que, finalmente, el entrenador dice: 'estás adentro'. Así que, Welcome to The Blacklist Club trata sobre mí desde el primer compás hasta la nota final. Es el capítulo número uno de la historia de mi vida.
Evan Taubenfeld.

«En general, Welcome to The Blacklist Club, se trata de ser un romántico atrapado bajo una capa de canela que es recubierto con ángeles. La mayoría de las personas no expresan lo mucho que quieren caer en el amor. Para mí, la mitad del álbum es acerca de ser capaz de exponerse a eso. La otra mitad, es más para divertirse. Es como: "Ven a pasar el tiempo conmigo, voy a tomar el mundo". Todos van a trabajar para mí algún día, pero voy a cuidar muy bien de ti, eso es sólo mi personalidad»
En su intento por dominar el mundo, Taubenfeld también ha creado una comunidad de fanáticos que él llama The Blacklist Club. «Quería que todos los que han conectado con mi música sientan que son parte de algo más grande que mi disco. Es como si todos somos parte de esto juntos. Quiero que cada persona que le gusta lo que hago sea reconocido y se convierta en un miembro valioso de "The Blacklist Club". Desde el primer día, siempre he querido hacer una diferencia en la vida de las personas. Yo no soy un filántropo, y yo soy demasiado cobarde para ser un soldado o un misionero. Siempre pensé que si podía hacer que el día de alguien mejore a través de una de mis canciones, eso me daría una razón para existir en este planeta».
En 2012 forma parte de una banda japonesa llamada Stereopony el cual cambian el nombre a EVANPONY sacando un sencillo debut titulado Just rock with me.

## Discografía
Álbumes
- 2010: Welcome to The Blacklist Club

### Videografía
- Cheater of the year (2009) el vídeo muestra a Evan tocando la batería en algunas partes, y en otras con unos carteles con la letra de la canción. Todo transcurre en un set blanco, donde Evan cuenta una historia junto con una mujer (a la que no se le ve la cara), la cual está "llorando" y luego le devuelve una polera que dice "Spinfire", en la parte final del vídeo es donde Evan se ve más furioso con la chica por todo lo que ha pasado. La letra de la canción trata sobre una chica que engañó a su novio (Evan) y este quiere terminar la relación, la chica dice que fue todo un "mal entendido", pero él sabe que es mentira.[2]

- Boy Meets Girl (2009) el vídeo muestra a Evan jugando con pintura y cantando, mientras se escribe la letra de la canción, para luego terminar manchado con pintura en todo su cuerpo, la lírica de la canción muestra lo que ha sido el amor en la vida de una persona y que piensa que este amor es y será el único en su vida, a pesar de ser tan breve que ni alcanza a conocerla completamente.[3]

- It's Like That (2009) El video musical de It's Like That muestra a Evan caminando por una ciudad, hasta llegar al metro y empezar a cantar, cuando se baja del metro camina por una calle con paredes rayadas. Ahí se detiene la imagen de Evan y aparecen muchas fotos de él con otras personas, y se detiene en algunas donde está cantando, para luego capturarla nuevamente y hacer lo mismo en varias ocasiones, hasta que se detiene en una que está Evan en un estudio de grabación ajustando unos cables y botones, para luego comenzar a cantar en el estudio, después se siente en una silla y gira para aparecer conduciendo un auto. Ahí se detiene nuevamente la imagen y aparecen más fotos de Evan cantando o con sus fanes, amigos y familiares, deteniéndose en las que canta, luego vuelve al callejón y sigue caminando por el, luego aparecen las fotos y se detiene en el guitarrista de la banda haciendo un solo. Terminando este de tocar, vuelven las fotos y pasa a una de Evan saliendo a la terraza de un edificio, y canta hasta que vuelven las fotos de él y sus fanes. En esta parte se detiene en fotos de fanes y de él en la terraza diciendo "I's like that". Para terminar pasan todas las fotos rápidamente para formar la portada del álbum. La canción habla de lo que quiere lograr y las promesas que hace, pero que sabe se que cumplirán tan solo si la chica que el quiere lo acompaña en su aventura.[4]

- Merry Swiftmas (2009) Merry Swiftmas fue lanzado el 11 de diciembre de 2009. Empieza escribiendo una carta a Santa Claus donde explica que se ha portado bien en el año, y que aunque celebra Jánuka y no sabe como pedírselo, quiere una buena chica para los besos y abrazos, pero no una cabeza hueca que solo salga con retardados y solo quiere una rubia a la que le guste cantar, que no quiere a Megan Fox, a Scarlett Johansson ni a Amy Smart, y que, por favor, le envíe a Taylor Swift. Le pide que cuando Santa vaya a dejarle su regalo, no pase a la cocina porque ya debe estar harto de tantas galletas, así que mejor le dejará la "Edición platino de Fearless". Además le dice que el sabrá cuidarla, así que Kayne West debe medir sus palabras para la próxima (refiriéndose al episodio de Kayne West en contra de Taylor Swift en unos premios). No quiere a Penélope Cruz o Lindsay Lohan y que prefiere a Jason Mraz a estar pegado a Cameron Diaz, sabe que van a encajar bien, ya que "Taylor Taubenfeld" suena bien y que tampoco quiere a Emma Stone, Angelina Jolie o a Britney Spears. El vídeo muestra a Evan tocando la guitarra y haciendo su vida diaria, al final del vídeo tocan la puerta y es Taylor Swift.[5]

- Pumpkin Pie (2010) El video musical del sencillo fue lanzado el 22 de julio de 2010, el video fue estrenado en la página oficial de MTV Buzz Worthy el cual solo estuvo disponible para unos pocos países, entre ellos Estados Unidos, ese mismo día a la media noche, el video estuvo disponible para el resto del mundo en el canal oficial de Evan en YouTube. En el vídeo Evan ingresa a su Twitter y ve algunos mensajes, luego aparece caminando en la calle y de nuevo revisa su Twitter, mientras que en la calle cruz mirada con una chica, y escribe en su Twitter "muchos sabores quiero probar", para luego aparecer en un cuarto oscuro y en seguida su Twitter está lleno de mensajes de "21Jayme" y dos mensajes de "Katie_Is_A_Riot", se acerca a la foto de Katie, y se ambiente en una fiesta, donde Evan la ve coqueteando con Stacy, y se va. Luego se le ve en la fiesta con Donna y escribe otra vez en Twitter, mientras ve fotos de la fiesta y de las chicas, después se le ve en un sofá acostado, y se levanta, ve a Donna durmiendo con un chico y escribe en Twitter "Que carajo", y Donna le responde que es su "mejor amigo". Evan bloquea a Donna y sigue cantando, después escribe que se estrenó su vídeo Pumpkin Pie se estrenó en su página, mientras el ve el mismo y muchas personas lo felicitan por el vídeo. Se ve a Evan cantando y tocando la guitarra en blanco y negro, mientras sigue recibiendo felicitaciones por el vídeo en Twitter y hace un solo de guitarra, al final se le ve en la playa mirando en el horizonte a una chica, va donde ella, se abrazan, juega y se van juntos. Publica en Twitter su relación, Avril Lavigne lo felicita, el pone una foto con la chica y escribe "Creo que me estoy enamorando...", viene ella y lo saca del computador. La canción trata de que él había tenido muchas chicas fácilmente, pero que ahora quiere sentar cabeza y tener una chica para siempre, la que encuentra al final de todo.[6]

## Soda Sundays
Cada domingo, Evan hace un show en vivo a las 2PM (horario en Los Ángeles) desde JustinTV.com. En este, los fanes tienen la oportunidad de enviar preguntas a su gmail y él selecciona cinco de ellas, las preguntas seleccionadas ganan un póster autografiado por él, stickers o estampas, o cualquier otra cosa que él quiera dar (solo las preguntas que él crea buenas o interesantes ganan). También en el chatroom de JTV o en Twitter, si uno pregunta, puede ganar. En algunas ocasiones ha regalado perfumes, como el de su mejor amiga, Avril Lavigne, la fragancia llamada Black Star. No lo hace solo para sortear objetos, sino que el fin de hacer este chat en vivo es estar comunicado con sus fanes, informarles sobre noticias, lanzamientos, fechas y lugares de conciertos, y para pasar una buena tarde.